# Ауэ (река)
Ауэ (нем. Aue, Bückeburger Aue) — река в Германии, протекает по территории земель Северный Рейн-Вестфалия и Нижняя Саксония. Правый приток среднего Везера.
Площадь бассейна реки составляет 173 км². Длина реки — 39 км.
Ауэ начинается на северных склонах Везерских гор. Река впадает в Везер справа у города Петерсхаген, предварительно проходя под трассой канала, спрямляющего изгиб Везера. Над Ауэ проходит так же трасса Среднегерманского канала. Вдоль реки частично проходит граница между землями Северный Рейн-Вестфалия и Нижняя Саксония.